# 阿薩西夫墓群

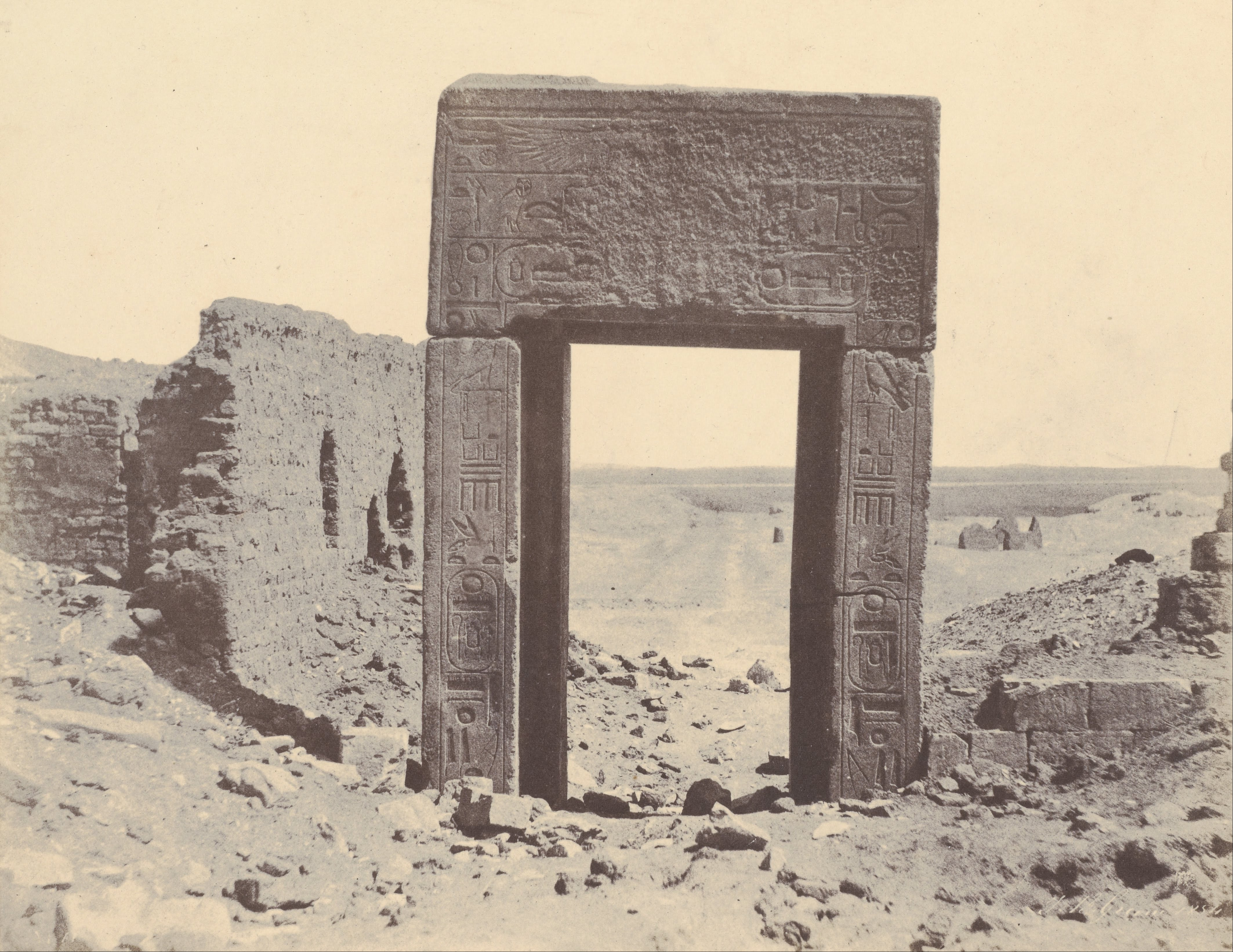
自哈特谢普苏特神庙的花岗岩门俯瞰阿萨西夫平原，約翰·比斯利·格林攝於1854年

阿薩西夫墓群（阿拉伯語：  العساسيف）是上埃及底比斯西岸樂蜀附近一座墓地，位于通往代尔埃尔巴哈里的路上、德拉阿布纳加墓穴群南方。
此墓穴群中埋有橫跨古埃及千年的遺骸，包含第十八、二十二、二十五和第二十六王朝，時間自西元前1550至前525年。

## 考古
法国斯特拉斯堡大学在2018年11月時宣布，考古團隊於樂蜀附近的阿薩西夫山谷中發現兩具約3500年前的石棺。石棺內有兩具木乃伊與約1000尊陪葬品雕像。
埃及考古團隊則在2019年10月時在哈特谢普苏特神庙發現了30副距今3000年前，可追溯至第二十二王朝的棺材。當中共有23具成年男性、5具成年女性和2具兒童木乃伊。
這些棺材的保存情況良好，除棺材密封良好外，棺材上的圖案色彩也依然鮮豔。据考古学家札希·哈瓦斯稱，木乃伊上以古埃及神灵、圣书体以及《死者之书》 等文字及圖案裝飾，部分棺材上則有亡者的名字。

### 坎普23号
1970年代，考古團隊在阿薩西夫墓群發現一座不明人士的墓穴，呈典型T形布局，被稱作坎普23号（Kampp 23）。後在2025年，埃及最高文物委員會與加拿大合作考古團隊證實，該墓主人是阿蒙·梅斯（Amun Mes）。
阿蒙·梅斯是拉美西斯四世時期的底比斯官員，並有眾多頭銜，包含税务官、王室顾问、阿蒙神父以及采石场巡视员等。這些頭銜散落在不同地方的銘文中，目前雖不能證實這些「阿蒙·梅斯」是同一人，但已能證明阿蒙·梅斯是名重要人物。
考古團隊還發現，這座墓穴有被重複使用的痕跡，包含覆蓋銘文的彩繪石膏、巫沙布提俑等。

## 著名墓葬
阿薩西夫墓群葬有許多重要人物，包含：

### 第十八王朝
- TT192 – 哈鲁伊夫（Kharuef）
- AT28 – 维齐尔阿蒙霍特普·休伊（英语：Amenhotep-Huy）
- TT188 – 帕倫內弗（英语：Parennefer）

### 第二十五王朝
- TT34 – 门图埃姆赫特（英语：Mentuemhet）
- TT37– 哈尔瓦（英语：Harwa）

### 第二十六王朝
- TT27 – 舍顺克（Sheshonq）
- TT33 – 帕迪亚内普（英语：Padiamenope）
- TT36 –伊比（英语：Ibi）
- TT279 –帕巴萨（英语：Pabasa）
- TT389 –巴萨 （Basa）
- TT410 –穆蒂尔迪斯（Mutirdis）
- TT414 – 安克霍尔（Ankhho）

## 另見
- 底比斯陵墓列表（英语：List of Theban Tombs）